# Смерть на похоронах (фильм, 2010)
«Смерть на похоронах» (англ. Death at a Funeral) — комедия 2010 года режиссёра Нила ЛаБьюта, ремейк одноимённой британской комедии 2007 года.

## Сюжет
Сюжет фильма закручен вокруг церемонии похорон отца Аарона и Райана. Старший сын Аарон живёт со своей женой Мишель в доме своих родителей, мечтает о собственном доме и детях. Аарон завидует своему брату Райану, так как тот успешный писатель, кем не стал он сам, так и не опубликовав свой роман.

## В ролях
| Актёр           | Роль              |
| --------------- | ----------------- |
| Крис Рок        | Аарон             |
| Мартин Лоуренс  | Райан             |
| Реджина Холл    | Мишель            |
| Зои Салдана     | Илэйн             |
| Коламбус Шот    | Джефф             |
| Люк Уилсон      | Дерек             |
| Дэнни Гловер    | дядя Рассел       |
| Джеймс Марсден  | Оскар             |
| Кит Дэвид       | преподобный Дэвис |
| Лоретта Дивайн  | Синтия            |
| Питер Динклэйдж | Фрэнк             |
| Рон Гласс       | Данкан            |
| Кевин Харт      | Брайан            |
| Трэйси Морган   | Норман            |
| Реджин Неи      | Мартина           |
| Роберт Майнор   | Эдвард            |